# 2026 FIFAワールドカップ・決勝
2026 FIFAワールドカップ・決勝は、 FIFAが主催する男子サッカー代表チームの最高峰の大会である2026年ワールドカップの第23回大会の最終戦となる。試合は2026年7月19日にニューヨーク近郊のニューヨーク州ニュージャージー州のイーストラザフォードにあるメドウランズ・スポーツ・コンプレックスのニューヨーク・ニュージャージー・スタジアムで行われる予定である。

## 背景
FIFAは2023年3月16日に決勝戦の日程を発表した 。決勝戦の開催地はメットライフ・スタジアムであり、FIFAは2024年2月4日に発表した。当初は2023年後半に発表される予定だったが、計画上の困難さから延期された。

## 会場

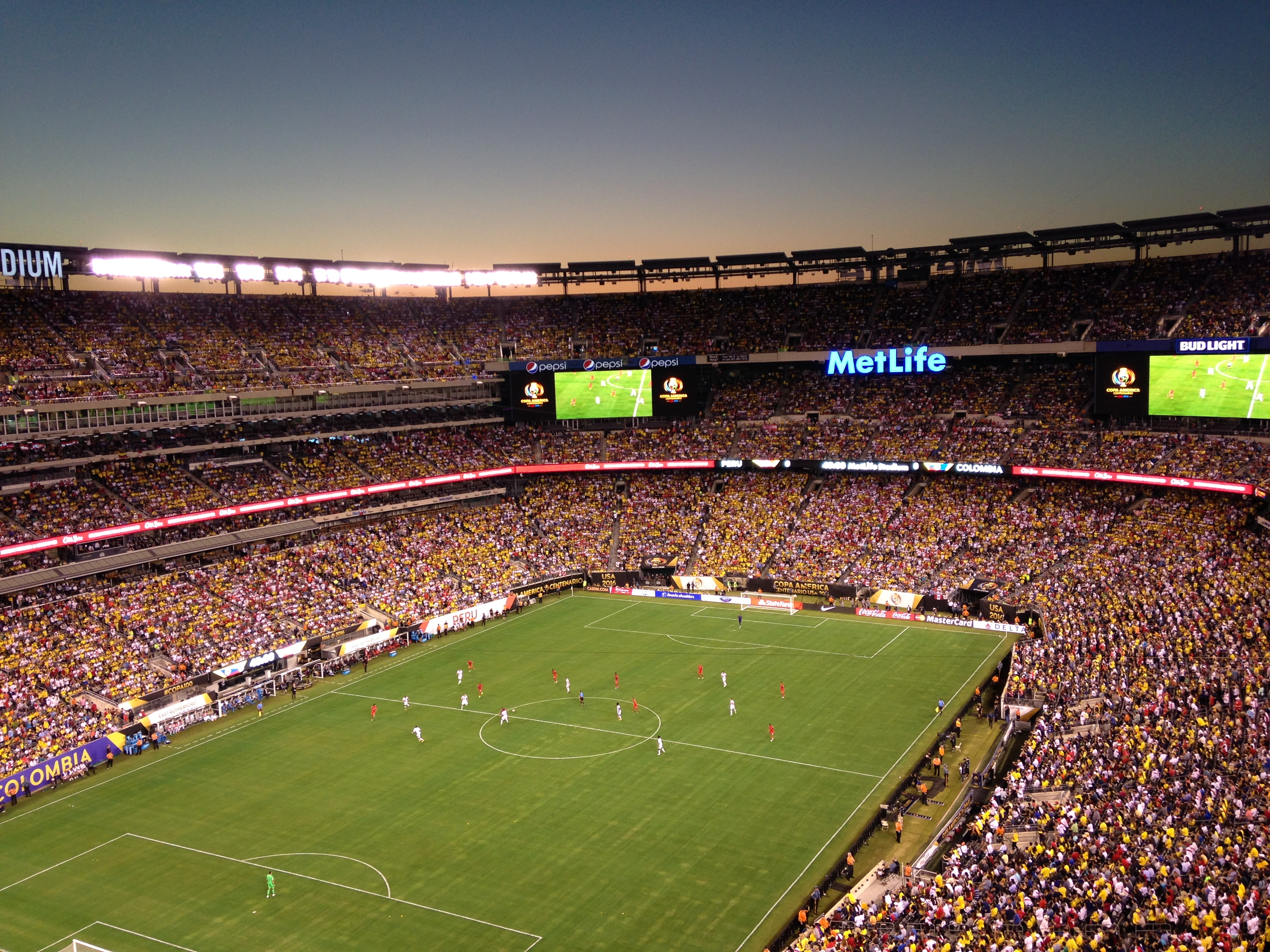
メットライフ・スタジアムの内部

決勝戦の開催地として選ばれたのは、ニューヨーク市から西に16km離れたニューヨーク州ニュージャージー州イーストラザフォードにあるメットライフ・スタジアムであるが、FIFAは大会期間中、スポンサーポリシー（施設命名権行使禁止規定）により、「ニューヨーク・ニュージャージー・スタジアム（NYNJスタジアム）」と呼ぶ。メットライフ・スタジアムは、2009年のオープン以来、主にナショナルフットボールリーグ（NFL）のニューヨーク・ジャイアンツとニューヨーク・ジェッツが使用してきた。収容人数は82,500席で、2014年には第48回スーパーボウル、2016年にはコパ・アメリカ・センテナリオ決勝が開催された。メットライフ・スタジアムは、2025年にFIFAクラブワールドカップ決勝も開催する予定である。
このスタジアムでは、ワールドカップ期間中に7試合が行われる予定である。大会期間中は、メドウランズ鉄道線（定期便のないシャトル列車）と、新たに建設される3500万ドルのバスレーンが、最寄りの交通ハブであるセカーカス・ジャンクション駅から観客を輸送するために利用される予定である。
2018年6月13日の第68回FIFA総会で、FIFAは2026年ワールドカップ開催地にアメリカ、メキシコ、カナダからなるユナイテッド2026入札を選出した。入札では3か国にまたがる16の開催都市を使用し、準々決勝以降のすべての試合をアメリカで行うことを計画していた。決勝戦の会場は当時確定していなかったが、ニューヨーク市に近いことと、主要なスポーツイベントの開催経験があることから、メットライフ・スタジアムが早い段階で最有力候補に挙げられていた。主な競合相手は、ロサンゼルス近郊のカリフォルニア州イングルウッドにある新しいスタジアム、SoFiスタジアムで、2022年6月に発表されたアメリカ合衆国の10スタジアムのうちの1つだった。 1994年の男子決勝と1999年の女子決勝が開催されたロサンゼルス地域の会場であるカリフォルニア州パサデナのローズボウルは、老朽化のため大会には選ばれなかった。
SoFiスタジアムは主にアメリカンフットボール用に設計されたもので、フィールドの幅は69ヤード（63メートル）で、FIFAが推奨する寸法よりも狭い。メディアの報道によると、スタジアムの所有者であるクロエンケ・スポーツ＆エンターテインメント（KSE）もFIFAが提案した収益分配契約に不満を抱いており、ワールドカップの試合を開催する計画をキャンセルすると脅した。2023年初頭、ダラス地域のAT&Tスタジアムが、 90,000席というより高い収容人数と、より広いフィールドに対応するための改修が予定されていることから、決勝戦の開催地として浮上した。2024年1月、メットライフ・スタジアムも、ワールドカップのためにコーナーの座席1,740席を撤去してフィールドを広げる同様の計画を発表した。ザ・アスレチックによると、メットライフ・スタジアムの選定は地元当局にとって「サプライズ」となり、発表のために小規模な観覧パーティーが開かれた。ダラスの入札は人気があり、1月には勝者になるという噂も流れていたが、チケット収入を増やすために近隣の2つの会場で試合を同時中継することも含まれていた。

## エンターテイメント
2024年9月28日、FIFAは、ナショナルフットボールリーグ（NFL）のスーパーボウルと同様のワールドカップ決勝戦のハーフタイムショーをグローバル・シチズンが共同制作すると発表した。これはFIFAワールドカップ史上初のハーフタイムショーとなる。

## 決勝までの道のり
| Match 101の勝者 | Match 101の勝者 | ラウンド             | Match 102の勝者 | Match 102の勝者 |
| --------------- | --------------- | -------------------- | --------------- | --------------- |
| 対戦相手        | 結果            | グループステージ     | 対戦相手        | 結果            |
|                 |                 | 第1戦                |                 |                 |
|                 |                 | 第2戦                |                 |                 |
|                 |                 | 第3戦                |                 |                 |
|                 |                 | 順位表               |                 |                 |
| 対戦相手        | 結果            | ノックアウトステージ | 対戦相手        | 結果            |
|                 |                 | ラウンド32           |                 |                 |
|                 |                 | ラウンド16           |                 |                 |
|                 |                 | 準々決勝             |                 |                 |
|                 |                 | 準決勝               |                 |                 |

## 試合

### 結果
| Match 101の勝者 | Match 104 | Match 102の勝者 |
| --------------- | --------- | --------------- |
|                 |           |                 |

|  | 試合ルール - 試合時間は90分。 - 90分終了後同点の場合、30分の延長戦が行われる。 - 120分終了後同点の場合、PK戦で優勝国が決定される。 - 90分内で決着が付いた場合5人まで（交代回数は後半開始前を除き3回以内）、延長戦に突入した場合合計6人まで（交代回数は後半開始前・延長戦開始前・延長後半開始前を除き4回以内）選手交代が可能。ただし、脳震盪による選手交代が必要と判断された場合は、前述と別に1人の選手交代が可能。 |

## 優勝国
| 2026 FIFAワールドカップ優勝国 |
| ----------------------------- |
| Match 104の勝者               |